# Maxime Lagarde
Maxime Lagarde (Niort, 16 marzo 1994) è uno scacchista francese, grande maestro.
È stato campione di Francia nel 2019. Tra il settembre del 2019 e il luglio del 2021 è stato nei primi 100 del ranking mondiale.

## Carriera
Nel periodo giovanile nell'aprile 2008 vince il campionato francese giovanile di La Roche-sur-Yon nella categoria "benjamins", ovvero under 14 assoluta, totalizzando 8 punti su 9.
Nel 2009 in aprile arriva secondo al campionato francese juniores di Aix-les-Bains realizzando 6,5 punti su 9 turni e a un punto dal primo classificato. In novembre arriva terzo al Mondiali giovanili di Kemer nella categoria under 16 assoluta, totalizzando 8 punti su 11 turni, a un punto da Panayappan Sethuraman (secondo classificato) e Vidit Gujrathi (vincitore del torneo).
Nel 2018 in marzo arriva secondo al Reykjavík Open, realizzando 7 punti su 9 turni, dietro di solo mezzo punto dal vincitore Baskaran Adhiban.
Nel 2019 in agosto vince il campionato francese assoluto, battendo Laurent Fressinet agli spareggi. Entrambi i giocatori avevano totalizzato 6 punti in 9 turni alla fine del campionato regolare. Dopo che il mini-match a tempo rapid era finito 1-1 con una vittoria per parte, Lagarde riesce a vincere la seconda partita del mini-match a tempo blitz, dopo una patta con il nero nella prima partita.
Nel 2021 a maggio partecipa al torneo di qualificazione europeo valido per l'accesso alla Coppa del Mondo 2021, svoltosi in forma ibrida. Dopo aver passato i quarti di finale, vincendo il mini-match con il maestro FIDE ceco Vaclav Finek, si ferma alle semifinali, perdendo all'armageddon contro il grande maestro norvegese Simen Agdestein. In settembre si classifica ventitreesimo all'Europeo di Reykjavík, realizzano 7 punti su 11. In novembre si classifica secondo all'Europeo a squadre di Čatež con la nazionale francese, dove gioca in quarta scacchiera, ottenendo il risultato individuale di 3 punti su 7.
Nel giugno 2024 vince con la squadra C'Chartres il Campionato francese a squadre.